# 規範倫理学
規範倫理学（きはんりんりがく、英: normative ethics）とは、倫理的行為と応用倫理学に関する学問分野である。哲学的倫理学の一領域であり、道徳的な観点から見て、人はいかに行為すべきかにまつわる諸問題を探求する。規範倫理学はメタ倫理学とは次の点で異なっている。つまり、メタ倫理学は道徳的言語の意味と道徳的事実に関する形而上学を扱うのに対し、規範倫理学は行為の正しさと不正の基準を検討するものである。また、人々の道徳的信念についての経験的探求である記述倫理学とも、規範倫理学は区別される。別の言い方をすれば、記述倫理学は、例えば、「殺人は常に不正である」と信じる人びとの割合がどれほどかを調査するのに対し、規範倫理学は、そのような信念が正しいのかという事柄自体を検討することに関心を持つ。したがって、規範倫理学は時に、記述的（descriptive）ではなく指令的（prescriptive）な学問であると言われる。しかし、道徳的実在論と呼ばれる特定のメタ倫理学的立場によると、道徳的事実は記述的であると同時に指令的でもあるとされる。
伝統的な道徳理論では、任意の行為が正しいか正しくないかは、原理原則にもとづいて決定される。この類の古典的理論としては、功利主義、カント主義、そしていくつかの種類の契約主義がある。主にこれらの理論が、難しい道徳的決定を下すための包括的道徳原理を提供してきた。

## 規範倫理学の理論
行為、規則、性向などを正しくあらしめる倫理的要因は何なのかについては、多様な見解が存在する。おおまかに言えば、道徳的問題への答え方には3つの競合する立場があり、またそれらの要素を併せ持つ混合的立場もある。徳倫理学が行為者の性格に注目するのに対し、義務論と帰結主義は行為、規則もしくは性向自体の状態に注目する。後者2つの考えには、様々な形態がある。
- 徳倫理学（virtue ethics）：アリストテレスとトマス・アクィナスは、特定の行為の良し悪しではなく、行為者の人格に内在的な性格に注目した。過去半世紀にかけて、徳倫理学は目覚ましい復活を遂げた。その中心人物となったのは、エリザベス・アンスコム、フィリッパ・フット、アラスデア・マッキンタイア、モーティマー・アドラー、ジャック・マリタン、イヴ・シモン、ロザリンド・ハーストハウスらである。

- 義務論（deontology）：道徳的決断は行為者の義務と他者の権利という要因を考慮に入れてなされるべきだという立場[疑問点 – ノート]。義務論には次のような理論がある。
  - イマヌエル・カントの定言命法：道徳性は人間の理性的能力に根ざしており、不可侵の道徳法則があると主張する。
  - ジョン・ロールズの契約主義：道徳的な行為とは、偏見が全くない状態を仮定したときに、我々全員が同意するようなものだとする。
  - ジョン・ロック、ロバート・ノージックらの自然権理論：人間は絶対的な自然権を有すると主張する。

- 帰結主義（consequentialism）：行為の道徳性はその行為のもたらす結果に依存すると主張する。帰結主義の理論は、その理論が何をもって価値があるとみなすかによって異なり、次のようなものがある。
  - 功利主義（utilitarianism）：行為が正しいのは、それが最大多数の最大幸福をもたらす場合であるとする。（歴史的には、アンスコムが1958年に「帰結主義」という言葉を発案し、関連文献でその概念が用いられるようになる以前には、「功利主義」という言葉が現在の「帰結主義」を意味する言葉として使われてきた。なので、幸福の最大化を促進するものだけでなく、どんな種類のものであれ、功利を最大化しようとする理論は、以前にはすべて「功利主義」と呼ばれてきていたのである。）
  - 国家帰結主義（state consequentialism）：行為が正しいのは、それが秩序、富、人口増加などにつながり、国家の福利をもたらす場合であるとする。
  - 利己主義（egoism）：道徳的な人とは、自己の利益に関心がある人のことであり、行為が正しいのは、自らの善を最大化する場合であるとする。
  - 状況倫理（situation ethics）：正しい行為とは、最も愛のある結果を創りだすもののことであり、愛がいつも人の目的であるとする。
  - 知性主義（intellectualism）：最善の行為とは、知識を最もよく促進するものであるとする。
  - 福利主義（welfarism）：最善の行為とは、経済的な福利を最も増大させるものであるとする。
  - 選好功利主義（preference utilitarianism）：最善の行為は、関係者の選考を最も広く充足するようなものであるとする。

- ケアの倫理（ethics of care）：キャロル・ギリガンをはじめとするフェミニスト理論家たちにより提唱された理論。道徳性は共感と同情の経験から出てくるものだとする。倫理的な目標を達成するためには相互依存性と関係性が重要であると強調する。

- プラグマティズム倫理（pragmatic ethics）：これは、上記4つの立場のどこに分類するのも難しい。この立場は、道徳的正しさは科学的知識と同じように、時代の変化を通じて、進化するものだとする。したがって、行為の帰結や個人の徳、あるいは義務よりも、社会変革に重きをおくべきだと考える（ただし、帰結や徳、義務も、社会変革につながる場合には重要事項となる）。チャールズ・サンダース・パース、ウィリアム・ジェームズ、ジョン・デューイらがプラグマティズムの創設者として知られる。

- 役割倫理（role ethics）：家族の役割という考えに基礎を置く主張である。

## 道徳の拘束力
「Xが道徳的であるならば、好むと好まざるとにかかわらず、Xをすべきである」という言明がなされるとき、それがどのような意味をもつのかは明らかではない。道徳は時に、行動に対する特別な拘束力を有していると想定される。だが、「べき（ought）」という言葉を上記のように用いることは、道徳に魔術的な力を帰する過ちを犯していると一部の哲学者は考える。G.E.M.アンスコムは、「べき」という言葉が「呪術的な力を持つもの」となってしまったことを憂いている。また、イギリスの倫理学者フィリッパ・フットの考察によれば、道徳には特別な拘束力はなく、人々が道徳的に振る舞うのは、道徳以外の要因に動機づけられるときに限られるという。
フットはこうも言う。「道徳の『拘束力』について語られるさい、我々は道徳から逃れがたいような感覚を覚える、という以上に、どういう意味があるのかは明らかではない」。フットが述べようとしていることはこういうことである。つまり、誰にもばれずに本を盗むことができる機会を得たとき、盗むべきでないという責務を人が感じない限り、道徳的責務はそれ自体では我々を止める力を持たない、ということだ。したがって、道徳には人間の通常の動機を超える拘束力は持たず、人が道徳的に振る舞うには動機がなければならない、ということになる。ここで問題になるのは、道徳的行動を動機つける上で、理性（reason）はいかなる役割を果たすのか、という問いだ。

### 道徳の動機
定言命法という考えによれば、適切な理性（reason）は常に特定の道徳的行動を導く。だが、上記で述べたように、フットはそのようには考えない。彼女によれば、人間は実のところ、欲求に動機づけられている。この観点から見ると、適切な理性によって、人は自らが欲するものを得るための行為を見出すことができる（仮言命法）。そして、その行為は必ずしも道徳的なものではない。
社会構造や社会的動機は、ある意味において道徳に拘束力を持たせることができるが、それはただ道徳規範を逃れがたいように感じさせているにすぎない、とフットは述べる。加えて、ジョン・ステュアート・ミルは、他者を満足させようという外的な圧力もまた、この感覚的な拘束力に影響を与えるとし、彼はそれを人間の「良心（conscience）」と呼んだ。ミルによれば、人間はまず、何が道徳的であるかを推論（reason）し、しかる後、自らの理性に整合するよう自らの良心の感情を整えるよう努めねばならないという。それと同時に、良い道徳体系（彼にとっては功利主義）は究極的には人間の本性の諸側面に訴えかけるものだとミルは考えた。そしてその本性は、しつけによって身につけられねばならないものだとされる。ミルは次のように論じている。

人類の社会的感情こそが堅固な基礎である。それは、同胞と繋がりを保っていたいという欲求であり、人間の本性にもともと備わった力強い原理だ。ありがたいことに、言葉で教え諭さずとも、文明の進歩の影響のおかげで、この原理は力強さを増しましている。

ミルの考えでは、道徳的行動を突き動かしているのは感情であるが、一部の人々（例：サイコパス）にはそのような感情が欠けている、ということを認識することが重要だという。ミルはさらに、人々が確実に良心を育み、道徳的な行動をとるよう促す要因について論じた。また、ジョセフ・ダライデンのような思想家は、社会が科学を用いて、人々をより善良にする可能性を高めるにはどうすればよいかを考察した。